# Tây Tạng huyền bí (sách)
Tây Tạng huyền bí (tên gốc tiếng Anh: The Third Eye hay Con mắt thứ ba) là một cuốn sách được viết bởi một người Anh có tên là Cyril Henry Hoskin tự nhận là một Lạt ma Tây Tạng Lobsang Rampa vào năm 1956. Chưa hề có một tài liệu nào nói về vị Lạt ma này và cũng chưa có một Lạt ma hay Ringpoche Tây Tạng nào khẳng định sự tồn tại của vị Lạt ma này.
Cuốn sách được sáng tác ra như một tự truyện của một vị lạt ma người Tây Tạng, sinh ra vào khoảng năm 1900 và được gửi vào tu viện từ năm lên bảy tuổi để huấn luyện về các vấn đề huyền bí theo truyền thống Tây Tạng rồi gửi sang thế giới phương Tây để quảng bá văn hóa Phật giáo của Tây Tạng ra thế giới bên ngoài.
Cyril Henry Hoskin chưa một lần đặt chân lên Tây Tạng, không nói tiếng Tây Tạng. Sự tự nhận của ông ta chính là hồn của Lama Lobsang Rampa trong thân thể Hoskin rất đáng nghi ngờ. Vì nếu là một Lama cao thâm chừng ấy, thì vị ấy phải nhớ tiếng mình đã từng nói thông, đọc thạo. Người này nhớ về việc ông ta từng là Cyril Henry Hoskin đời thật nhiều hơn; còn đời của Lobsang Rampa thì không thể kiểm chứng hoặc không có người nghiêm túc nào muốn kiểm chứng. Đơn giản người ta chỉ xem đây là một truyện giả tưởng. Chính vì thế mà có một người hay du lịch đến Tây Tạng và là người nghiên cứu Tây Tạng Henry Harrer đã thuê thám tử Clifford Burgess điều tra và truy được người tác giả là ai. Tức chỉ là một người Anh có tên là Cyril Henry Hoskin!!!
Theo tôi đây chỉ là một tưởng tượng khá phong phú của một người Tây phương về những điều thần bí. Là một Phật tử tôi không tìm thấy ở đây một điểm nào giống đạo Phật cả. Đó là một món nhào lộn các tư tưởng huyền bí mà tác giả đã từng đọc đâu đấy trong các sách huyền thuật. Thật là nguy hiểm nếu như cho đó là cái gì được phép viết ra của Phật pháp. Đức Phật cấm các đệ tử mình thi triển thần thông cũng như tự nhận mình đã chứng đắc. Tất cả tác phẩm của tác giả này cũng rất xa rời với các tư tưởng Phật giáo.
Thế mà, quyển sách giả tưởng về huyền thuật này được liệt kê trong các kinh sách Phật giáo thì quả thời đại này đúng là thời mạt pháp. Người Phật tử nên cố tu tập theo những pháp tu mà các Thầy mình đã dạy, dù chỉ cần niệm A Di Đà Phật, hơn là đọc những câu truyện nhảm nhí, hoang đường này.

## Các bản dịch tiếng Việt
- Bản phỏng dịch bởi Nguyễn Hữu Kiệt với tựa đề Tây Tạng huyền bí, xuất bản tại nhà sách Xuân Thu.
- Bản phóng tác của Nguyên Phong với tựa đề Tây Tạng huyền bí.
- Bản dịch của Lê Nguyễn với tựa Các lạt ma hóa thân, xuất bản bởi Nhà xuất bản Văn hóa Thông tin 2003.

Hai bản có tựa đề Tây Tạng huyền bí của Nguyễn Hữu Kiệt và Nguyên Phong  được liệt kê trong nhiều danh sách kinh sách Phật giáo.